# River Tod
River Tod är ett vattendrag i Australien. Det ligger i delstaten South Australia, omkring 250 kilometer väster om delstatshuvudstaden Adelaide. Genomsnittlig årsnederbörd är 585 millimeter. Den regnigaste månaden är juni, med i genomsnitt 126 mm nederbörd, och den torraste är januari, med 16 mm nederbörd.